# Liga MX 2024/25

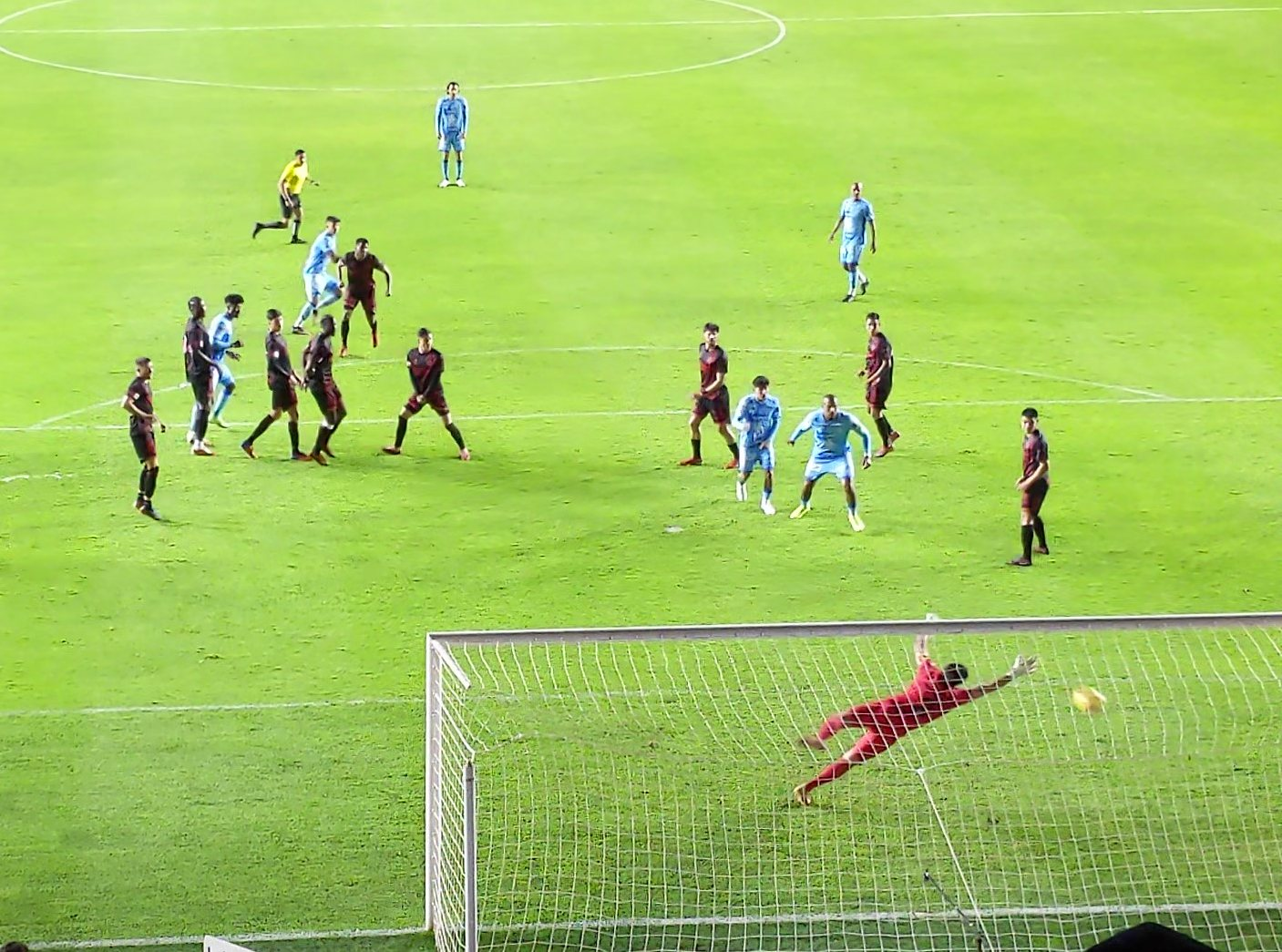
Freistoßtor zur 1:0-Führung des CF Pachuca in einem Heimspiel gegen die Xolos de Tijuana am 16. März 2025

Die Saison 2024/25 der mexikanischen Fußballliga MX begann am Freitag, 5. Juli 2024 mit der Begegnung zwischen dem Club Puebla und dem Club Santos Laguna. Das erste Tor der Saison erzielte der kanadische Stürmer Lucas Cavallini per Handelfmeter in der sechsten Minute der Nachspielzeit zum 1:0-Sieg der Gastgeber.

## Veränderungen und Modus
In Mexiko gibt es seit der Saison 2020/21 keine sportlichen Auf- und Absteiger mehr. Weil es auch keine Lizenzverkäufe gab, spielen seither stets dieselben Mannschaften in der höchsten Spielklasse.
Wie seit der Saison 1996/97 üblich, wird die Saison in eine Apertura und Clausura geteilt, so dass es 2 Meister pro Saison gibt.

## Endrunde der Apertura 2024

### Play-In
Wie in der vergangenen Saison qualifizierten sich die Mannschaften auf den Plätzen 1 bis 6 der Abschlusstabelle aus einer Halbserie direkt für das Viertelfinale, während die Plätze 7 bis 10 sich für das Play-In qualifizierten, das in einer ersten Runde zwischen dem 7. und 8. Platz ausgespielt wurde, dessen Sieger (América) sich für das Viertelfinale qualifizierte, während der Verlierer dieser Partie (Tijuana) eine weitere Gelegenheit bekam und gegen den Sieger der Begegnung zwischen dem 9. und 10. Platz (Atlas) im Kampf um den letzten freien Platz im Viertelfinale antrat. In dieser Runde gab es nur jeweils eine Begegnung, bei der die in der Punktspielrunde besser platzierte Mannschaft Heimrecht genoss.

#### Erste Qualifikationsrunde
Die beiden Play-In-Spiele der ersten Runde verliefen höchst dramatisch.
Im Clásico Tapatío führte Chivas durch einen verwandelten Handelfmeter durch Víctor Guzmán in der 59. Minute mit 1:0, bevor Uroš Đurđević in der 85. Minute der Ausgleich gelang. Weil sein sehenswerter Schuss das Ziel verfehlt hätte und nur im gegnerischen Tor landete, nachdem Chivas-Verteidiger José Castillo den Ball unglücklich an seine linke Schulter bekam und ihn dadurch unerreichbar für seinen Torhüter Raúl Rangel abfälschte, wurde der Treffer als Eigentor gewertet. In der Nachspielzeit erhielt Atlas nach einem Ellbogencheck von Antonio Briseño im Strafraum gegen Gaddi Aguirre einen Foulelfmeter zugesprochen, den Aldo Rocha zum Sieg für Atlas verwandelte und der zudem neben einem Platzverweis für den bereits verwarnten Briseño auch eine Rote Karte für den bereits in der 65. Minute ausgewechselten Chicharito zur Folge hatte, nachdem er sich zu vehement gegen diese Entscheidung beschwert hatte.
Die Xolos Tijuana erlebten nach einer 2:1-Führung gegen den Club América eine ähnliche Enttäuschung. Im Schlussspurt gelang dem kolumbianischen Verteidiger Cristián Borja der Ausgleich für den Titelverteidiger, der sich durch einen 3:2-Sieg im anschließenden Elfmeterschießen für die Liguilla qualifizieren konnte und die Xolos in das Entscheidungsspiel gegen Atlas Guadalajara schickte.
|                    | Ergebnis        |                   |
| ------------------ | --------------- | ----------------- |
| Xolos de Tijuana   | 2:2 (2:3 i. E.) | Club América      |
| Chivas Guadalajara | 1:2             | Atlas Guadalajara |

#### Zweite Qualifikationsrunde
Durch die unfreiwillige Vorlage eines unkontrollierten Rückpasses von Atlas‘ Jeremy Márquez ab der Mittellinie direkt in den Lauf von Raúl Zúñiga konnte dieser bereits in der vierten Minute die Führung für die Gastgeber erzielen. Nach einer unübersichtlichen Szene im Strafraum von Atlas gelang Zúñiga in der 20. Minute das 2:0 und hätten nicht zwei Glanzparaden von Camilo Vargas und zwei Pfostentreffer Atlas vor einem höheren Rückstand bewahrt, wäre die Begegnung bereits zur Halbzeit entschieden gewesen. Die endgültige Entscheidung zur Qualifikation der Xolos für die Liguillas fiel in der 84. Minute, als Kevin Castañeda nach Vorlage des früher bei Atlas unter Vertrag stehenden Diego Barbosa das 3:0 gelang.
|                  | Ergebnis |                   |
| ---------------- | -------- | ----------------- |
| Xolos de Tijuana | 3:0      | Atlas Guadalajara |

### Viertelfinale
Die vier Hinspielbegegnungen wurden allesamt von der Heimmannschaft gewonnen und die jeweils unterlegene Auswärtsmannschaft konnte in diesen Partien keinen einzigen Treffer erzielen. Die größte Überraschung war der 3:0-Sieg der „Last-Minute-Qualifikanten“ Xolos de Tijuana gegen die punktbeste Mannschaft der Vorrunde, Cruz Azul, die in der Punktspielrunde nur eine Begegnung (1:3 in San Luis Potosí) verlor.
Das spannendste Duell war die Begegnung zwischen den Tabellennachbarn der Punktspielrunde, Monterrey und UNAM Pumas, in der die Gäste aus der Hauptstadt sehr unglücklich unterlagen. Allein César Huerta hatte insgesamt 5 gute Torchancen, von denen er jedoch keine im gegnerischen Tor unterbringen konnte. Bei seinen beiden ersten Möglichkeiten rettete Monterreys Torhüter Luis Cárdenas (wobei sein abgewehrter Ball einmal direkt vor die Füße von Jorge Ruvalcaba sprang, der jedoch aus kürzester Distanz nicht verwandeln konnte) und die weiteren drei Schüsse gingen am Tor vorbei. Ausgerechnet der ansonsten überzeugende Huerta war es auch, der in der 84. Minute den Ball an Sergio Canales verlor, der den Ball gedankenschnell mit einem langen Pass auf Brandon Vázquez weiterleitete, der in den gegnerischen Strafraum eindrang. Zwar wurde sein Schuss zunächst abgeblockt, doch in der darauffolgenden Szene unterlief dem Pumas-Verteidiger Pablo Bennevendo im eigenen Strafraum ein Handspiel. Den darauf fälligen Strafstoß verwandelte Canales zum 1:0-Sieg der Rayadas de Monterrey.
So sehr sich die Hinspielergebnisse (nur Heimsiege ohne ein einziges Tor der Gastmannschaften) glichen, desto unterschiedlicher waren die Rückspielergebnisse.
América und Monterrey setzten ihre auf eigenem Platz begonnene Siegesserie erfolgreich fort und qualifizierten sich somit deutlich für das Halbfinale, während Cruz Azul seine 0:3-Hinspielniederlage noch wettmachen konnte und – beim Gesamtergebnis von 3:3 aufgrund der besseren Platzierung in der Punktspielrunde – ebenso ins Halbfinale einzog wie San Luis, die sich mit einem 0:0 bei den UANL Tigres (die in der 12. Minute den Pfosten trafen und in der 69. Minute einen Strafstoß nicht im Tor unterbringen konnten) in die nächste Runde katapultierten. Es war die einzige Nullnummer im Viertelfinale, der 5:3-Sieg Monterreys bei den UNAM Pumas das Spiel mit den meisten Toren.
|                   | Gesamt |                  | Hinspiel | Rückspiel |
| ----------------- | ------ | ---------------- | -------- | --------- |
| Xolos de Tijuana  | 3:3    | Cruz Azul        | 3:0      | 0:3       |
| Club América      | 4:0    | Deportivo Toluca | 2:0      | 2:0       |
| Atlético San Luis | 3:0    | UANL Tigres      | 3:0      | 0:0       |
| CF Monterrey      | 6:3    | UNAM Pumas       | 1:0      | 5:3       |

### Halbfinale
Nach der 1:2-Hinspielniederlage bei San Luis musste Monterrey unbedingt gewinnen, um sich zum insgesamt zwölften Mal in der Vereinsgeschichte für die Finalspiele zu qualifizieren. Für den erst 2013 gegründeten Club Atlético San Luis wäre es die erste Finalteilnahme gewesen. Seinem „Vorgängerverein“ San Luis FC war dies in der  Clausura 2006 gelungen. Trotz drückender Überlegenheit und zahlreicher Torchancen für Monterrey ging es im Rückspiel torlos in die Pause. Doch in der zweiten Halbzeit überrollten die Rayados ihren Gegner und qualifizierten sich mit einem 5:1-Kantersieg für das Finale.
Im Clásico Joven, der zweiten Halbfinalbegegnung, endete das Hinspiel torlos, doch das Rückspiel war an Dramatik kaum zu überbieten. Nach einer 0:1-Pausenführung des Club América legte Richard Sánchez in der 50. Minute nach, als er einen Ball aus etwa 40 Metern Entfernung gedankenschnell auf das Tor von Cruz Azul schoss und damit den zu weit vor seinem Tor postierten Schlussmann Kevin Mier düpierte. Nach dem Anschlusstreffer von José Rivero in der 68. Minute zum 1:2 sorgte Ramón Juárez in der 72. Minute für die erneute Zwei-Tore-Führung der Gäste. Danach überschlugen sich die Ereignisse. Nachdem Gabriel Fernández in der 80. Minute per Kopfball der erneute Anschlusstreffer zum 2:3 gelungen war, erzielte Amaury Morales in der 86. Minute mit einem sehenswerten Schuss in den Torwinkel den Ausgleich. Dieser hätte bei Gleichstand aus beiden Spielen (3:3) aufgrund der besseren Platzierung in der Punktspielrunde Cruz Azul zur Finalteilnahme verholfen. Doch im unmittelbaren Gegenzug wurde Americas Álvaro Fidalgo von Cruz Azuls Carlos Rotondi zu Fall gebracht. Den fälligen Strafstoß verwandelte Rodrigo Aguirre zum Endstand von 3:4, wodurch der Titelverteidiger sich zum dritten Mal in Folge für die Finalspiele qualifizierte und den Finalgegner aus der vorherigen Spielzeit erneut eliminierte. Weil das Aztekenstadion, die Heimspielstätte des Club América, für die Fußball-Weltmeisterschaft 2026 modernisiert wird, wurden beide Begegnungen im Estadio de la Ciudad de los Deportes, der Heimspielstätte von Cruz Azul, ausgetragen.
|                   | Gesamt |              | Hinspiel | Rückspiel |
| ----------------- | ------ | ------------ | -------- | --------- |
| Club América      | 4:3    | Cruz Azul    | 0:0      | 4:3       |
| Atlético San Luis | 3:6    | CF Monterrey | 2:1      | 1:5       |

### Finale
Weil am 12. Dezember in Mexiko traditionsgemäß die Corrida Guadalupana ausgetragen wird und daher in der benachbarten Plaza de Toros bereits eine lange geplante Großveranstaltung stattfand, war das Estadio de la Ciudad de los Deportes aus Sicherheitsgründen nicht für das gleichzeitig angesetzte Finalhinspiel des Club América freigegeben, so dass der Verein sein Heimspiel ins rund 130 Kilometer entfernte Estadio Cuauhtémoc von Puebla verlegte.
Der CF Monterrey ging in der 35. Minute des Hinspiels durch Sergio Canales in Führung, dessen strammer Schuss aus rund 25 Metern im Torwinkel einschlug. Doch bereits vier Minuten später gelang Kevin Álvarez der Ausgleich, nachdem er einen abgeprallten Ball, der ihm kurz vor der Torraumlinie unmittelbar vor die Füße gesprungen war, im Tor unterbringen konnte. In der 49. Minute brachte Alejandro Zendejas den Titelverteidiger mit 2:1 in Führung und im weiteren Spielverlauf konnte Monterrey sich bei seinem Torhüter Luis „Mochis“ Cárdenas bedanken, dass die Niederlage nicht noch höher ausfiel.
Mit einem ähnlichen Schuss wie dem, der Monterrey im Hinspiel in Führung gebracht hatte, erzielte Richard Sánchez in der 24. Minute des Rückspiels aus rund 22 Metern Torentfernung die Führung für den Club América. Fünf Minuten vor dem regulären Spielende gelang Johan Rojas der Ausgleich und wäre der Kopfball von Monterreys Sebastián Vegas in der 88. Minute nicht an der Torlatte gelandet, sondern wenige Zentimeter tiefer, hätte Monterrey sich noch in die Verlängerung retten können.
Mit dem Titelgewinn schrieb América insofern Geschichte, als es seit Einführung der Halbjahresmeisterschaften im Jahr 1996 zum ersten Mal vorkam, dass einer Mannschaft der Titelhattrick gelang.
|              | Gesamt |              | Hinspiel | Rückspiel |
| ------------ | ------ | ------------ | -------- | --------- |
| Club América | 3:2    | CF Monterrey | 2:1      | 1:1       |

## Endrunde der Clausura 2025

### Play-In
In der ersten Runde des Play-In qualifizierte sich der CF Pachuca als Tabellenachter durch seinen Sieg beim Tabellensiebten CF Monterrey für das Viertelfinale der Liguilla, während der Verlierer eine zweite Chance gegen den Sieger der anderen Partie (UNAM Pumas) erhielt.

#### Erste Qualifikationsrunde
Das Play-In-Spiel zwischen dem Tabellenneunten FC Juárez und dem Tabellenzehnten UNAM Pumas endete nach Toren von Guillermo Martínez Ayala für die Gäste und Madson de Souza Silva für den Gastgeber mit 1:1, so dass zur Ermittlung des Siegers ein Elfmeterschießen erforderlich wurde. In diesem konnten beide Torhüter jeweils drei Schüsse abwehren. Weil auf Seiten des FC Juárez der kolumbianische Stürmer Diego Valoyes auch noch einen Ball an die Unterkante der Latte setzte, der die Torlinie nicht in ausreichendem Maße überschritt, reichten die beiden Treffer von Nathan Silva und Robert Ergas, um die Pumas mit einem 2:1-Sieg ins Finale des Play-In zu bringen.
In der anderen Partie entschied ein Torwartfehler von Monterreys Schlussmann Esteban Andrada die Begegnung zu Gunsten des CF Pachuca. Nachdem Germán Berterame die Gastgeber in der 51. Minute in Führung gebracht hatte und Eduardo Bauermann in der 82. Minute der Ausgleich gelungen war, wehrte Andrada 5 Minuten später einen Fernschuss von Oussama Idrissi so unglücklich ab, dass Salomón Rondón aus kürzester Distanz zum 1:2-Endstand verwandeln konnte.
|              | Ergebnis        |            |
| ------------ | --------------- | ---------- |
| FC Juárez    | 1:1 (1:2 i. E.) | UNAM Pumas |
| CF Monterrey | 1:2             | CF Pachuca |

#### Zweite Qualifikationsrunde
Nach einer torlosen ersten Halbzeit wurden die Weichen für den Ausgang der Partie in der ersten Viertelstunde der zweiten Halbzeit gestellt.
Nachdem Pumas’ argentinischer Stürmer Rogelio Funes Mori in der 49. Minute von Monterreys kolumbianischen Verteidiger Stefan Medina im Strafraum der Gastgeber zu Fall gebracht worden war, verweigerte Schiedsrichter Adonei Escobedo den Gästen einen Strafstoß, den es nach Meinung des ehemaligen mexikanischen Schiedsrichters Felipe Ramos Rizo hätte geben müssen.
Knapp zehn Minuten später gingen die Gastgeber in Führung. Nach einem langen Ball von Medina auf den unmittelbar nach der Pause eingewechselten Sergio Canales nahm dieser den Ball im Strafraum der Pumas auf, doch deren von Athletic Bilbao ausgeliehener Schlussmann Álex Padilla parierte glänzend. Der abgeprallte Ball landete jedoch unmittelbar bei Lucas Ocampos, der ihn reaktionsschnell auf Germán Berterame weiterleitete, der den Ball im Tor unterbrachte. Nachdem der erst in der 63. Minute eingewechselte Pumas-Spieler Jorge Ruvalcaba in der 75. Minute nach einer Grätsche gegen Monterreys Óliver Torres mit der zweiten Verwarnung des Feldes verwiesen worden war, sorgte Nelson Deossa nach Vorarbeit von Berterame in der 89. Minute für die endgültige Entscheidung zu Gunsten der Gastgeber.
|              | Ergebnis |            |
| ------------ | -------- | ---------- |
| CF Monterrey | 2:0      | UNAM Pumas |

### Viertelfinale
Während sich die Hauptstadtvereine América (ohne Gegentor gegen Pachuca) und Cruz Azul (mit 2 Siegen gegen León) problemlos durchsetzen konnten, gelang den Diablos Rojos de Toluca und den UANL Tigres die Qualifikation für das Halbfinale bei Torgleichstand nur aufgrund der besseren Platzierung in der Punktspielrunde.
Nachdem Toluca bereits in der 16. Minute des in Monterrey ausgetragenen Hinspiels durch ein Eigentor von Víctor Guzmán in Führung gegangen war, drehten die Rayados das Spiel durch den Ausgleich von Nelson Deossa unmittelbar vor dem Pausenpfiff und drei weiteren Toren in den ersten 25 Minuten nach der Pause, wobei das in der 58. Minute von Berterame auf Vorlage per Hackentrick von Jesús Corona erzielte dritte und in der Entstehung wahrscheinlich schönste Tor der Partie aufgrund eines Handspiels aberkannt wurde. Dieses Tor fehlte den Rayados in der Endabrechnung, als diese im Rückspiel von Toluca trotz eines rund 70-minütigen Überzahlspiels (Helinho war aufgrund eines bösartigen Foulspiels gegen Gerardo Arteaga in der 22. Minute vom Platz gestellt worden) mit 1:2 unterlagen.
An Dramatik kaum zu überbieten war die zweite Halbzeit des Rückspiels zwischen den UANL Tigres und dem Club Necaxa. Nachdem zuvor in allen drei Halbzeiten kein einziges Tor gefallen war, gelang Juan Brunetta in der 51. Minute der Führungstreffer für die Tigres, bevor die Tore von Agustín Palavecino (63. Minute) und Tomás Badaloni (86. Minute) Necaxa in Führung brachten. Erst der späte Ausgleichstreffer zum 2:2-Endstand durch ein Eigentor von Manuel Mayorga in der siebten Minute der insgesamt 19-minütigen Nachspielzeit brachte die Tigres doch noch ins Halbfinale.
|              | Gesamt |                  | Hinspiel | Rückspiel |
| ------------ | ------ | ---------------- | -------- | --------- |
| CF Monterrey | 4:4    | Deportivo Toluca | 3:2      | 1:2       |
| CF Pachuca   | 0:2    | Club América     | 0:0      | 0:2       |
| Club León    | 3:5    | Cruz Azul        | 2:3      | 1:2       |
| Club Necaxa  | 2:2    | UANL Tigres      | 0:0      | 2:2       |

### Halbfinale
Relativ früh gelang den Tigres im Hinspiel vor eigenem Publikum der Führungstreffer zum 1:0 durch den argentinischen Stürmer Nicolás Ibáñez auf Vorlage von Ozziel Herrera in der 19. Minute. Für den Ausgleich unmittelbar vor dem Pausenpfiff sorgte ein Kopfball von Tolucas portugiesischem Stürmer Paulinho auf Vorlage von Marcel Ruiz, der auch den Endstand markierte.
Das Rückspiel gestaltete sich insgesamt offener als es das Endergebnis ausdrückt. Nach einem Foul des brasilianischen Verteidigers Joaquim Henrique in Diensten der UANL Tigres an Paulinho in der 15. Minute hatte Schiedsrichter Fernando Hernández zunächst weiterlaufen lassen, doch nach Intervention des VAR die Situation noch einmal angesehen und auf Strafstoß für die Gastgeber entschieden, den Tolucas Mannschaftskapitän Alexis Vega im Tor unterbrachte. Vega war letztendlich auch der „Matchwinner“ der Partie, der die Vorlage zum vorentscheidenden 2:0 von Édgar Iván López in der 78. Minute gab und das Tor zum Endstand von 3:0 in der 82. Minute selbst erzielte. Dazwischen hatte es eine für Toluca brenzlige Situation in der 30. Minute gegeben, als Nicolás Ibáñez, der Torschütze für die Tigres im Hinspiel, erneut einen Treffer erzielte, dem aber wegen vermeintlicher Abseitsstellung die Anerkennung verweigert worden war. Die strittige Szene erhitzte die Gemüter aller, die es mit den Tigres halten, und auch der ehemalige mexikanische Schiedsrichter Felipe Ramos Rizo sah das Tor als regulär an.
In der anderen Halbfinalbegegnung kam es erneut zum Clásico Joven, dem Stadtderby zwischen dem amtierenden dreifachen Meister América und seinem Stadtrivalen Cruz Azul. Beide Mannschaften standen sich bereits ein Jahr zuvor im Finale der Clausura 2024 und ein halbes Jahr zuvor ebenfalls im Halbfinale der Apertura 2025 gegenüber. Wie in den beiden vorherigen Duellen setzte sich auch diesmal der Club América durch. Diesmal mit dem Gesamtergebnis von 2:2 aufgrund der besseren Platzierung in der Punktspielrunde.
Im Hinspiel konnte Cruz Azul sich mit 1:0 durchsetzen, obwohl ihr Torschütze José Rivero (59. Minute) in der 65. Minute nach einem üblen Foulspiel gegen Álvaro Fidalgo des Feldes verwiesen worden war und die Cementeros somit (inklusive der fünfminütigen Nachspielzeit) die letzte halbe Stunde in Unterzahl absolvieren mussten. Zudem war auch Americas Trainer André Jardine wegen zu heftigen Protestes gegen das Foulspiel auf die Tribüne geschickt worden und musste auch das Rückspiel von der Tribüne aus verfolgen. Die größte Schrecksekunde musste Cruz Azul in der 48. Minute überstehen als Víctor Dávila einen Schuss an den Pfosten des von Kevin Mier gehüteten Tores setzte.
Auch im Rückspiel rettete Cruz Azul zunächst der Pfosten, als Torhüter Kevin Mier in der 27. Minute einen Schuss von Henry Martín gerade noch an denselben lenken konnte. Als Lorenzo Faravelli Cruz Azul in der 57. Minute in Führung brachte und „La Máquina“ mit dem Gesamtergebnis von 2:0 führte, schien die Finalteilnahme in Reichweite. Doch ein fataler Torwartfehler von Kevin Mier nur wenige Minuten später führte zum unnötigen Ballverlust und anschließenden Strafstoß, den Henry Martín zum 1:1 verwandelte. Damit war die Begegnung wieder offen und zunächst bewahrte Cruz Azul nur die Torlatte vor einem Rückstand, als ein Kopfball von Henry Martín in der 75. Minute an die Unterkante der Latte knallte, aber die Torlinie nicht überschritt. Vier Minuten später verlängerte Martín einen Eckball mit dem Kopf auf Cristián Borja, der den Ball per Kopf im Tor unterbringen konnte und für die vierte Finalteilnahme in Folge des Club América sorgte.
Das Hinspiel des Clásico Joven wurde im Estadio Olímpico Universitario ausgetragen, das Rückspiel im Estadio de la Ciudad de los Deportes.
|             | Gesamt |                  | Hinspiel | Rückspiel |
| ----------- | ------ | ---------------- | -------- | --------- |
| UANL Tigres | 1:4    | Deportivo Toluca | 1:1      | 0:3       |
| Cruz Azul   | 2:2    | Club América     | 1:0      | 1:2       |

### Finale
Nachdem das Hinspiel im Estadio Ciudad de los Deportes torlos endete, fiel auch im Rückspiel, das im Estadio Nemesio Díez von Toluca ausgetragen wurde, lange Zeit kein Tor. Anders als in den vorherigen Runden, in denen die besser platzierte Mannschaft aus der Vorrunde bei Torgleichstand den Sieg errungen hatte, galt diese Regelung im Finale nicht und es wurde unbedingt ein Gesamtsieger benötigt, der notfalls auch im Elfmeterschießen hätte ermittelt werden müssen. 
Infolge eines von Alexis Vega getretenen Eckstoßes fiel das erste Tor der Partie. Seine Vorlage verwandelte Luan Garcia per Kopf in der 66. Minute zur 1:0-Führung für die Gastgeber.
Die Vorentscheidung fiel, als Tolucas Stürmer Robert Morales im Strafraum von Sebastián Cáceres zu Fall gebracht wurde und Toluca einen Strafstoß zugesprochen bekam, den Alexis Vega in der 82. Minute zum 2:0 verwandelte.
Für Toluca war es der erste Meistertitel seit 15 Jahren, während América es verpasste, den Rekord des Erzrivalen Chivas einzustellen, der zwischen 1959 und 1962 viermal in Folge den Meistertitel gewann. Auch seinen eigenen Rekord aus der Amateurepoche, als América zwischen 1925 und 1928 viermal in Folge die Meisterschaft gewann, verpasste man damit einzustellen.
|              | Gesamt |                  | Hinspiel | Rückspiel |
| ------------ | ------ | ---------------- | -------- | --------- |
| Club América | 0:2    | Deportivo Toluca | 0:0      | 0:2       |

## Tabellen

### Abschlusstabelle der Apertura 2024
| Pl. | Verein             | Sp. | S  | U | N  | Tore    | Diff. | Punkte |
| --- | ------------------ | --- | -- | - | -- | ------- | ----- | ------ |
| 1.  | Cruz Azul          | 17  | 13 | 3 | 1  | 039:120 | +27   | 42     |
| 2.  | Deportivo Toluca   | 17  | 10 | 5 | 2  | 038:160 | +22   | 35     |
| 3.  | UANL Tigres        | 17  | 10 | 4 | 3  | 025:150 | +10   | 34     |
| 4.  | UNAM Pumas         | 17  | 9  | 4 | 4  | 021:130 | +8    | 31     |
| 5.  | CF Monterrey       | 17  | 9  | 4 | 4  | 026:190 | +7    | 31     |
| 6.  | Atlético San Luis  | 17  | 9  | 3 | 5  | 027:190 | +8    | 30     |
| 7.  | Xolos de Tijuana   | 17  | 8  | 5 | 4  | 024:250 | −1    | 29     |
| 8.  | Club América       | 17  | 8  | 3 | 6  | 027:210 | +6    | 27     |
| 9.  | Chivas Guadalajara | 17  | 7  | 4 | 6  | 024:150 | +9    | 25     |
| 10. | Atlas Guadalajara  | 17  | 5  | 7 | 5  | 017:230 | −6    | 22     |
| 11. | Club León          | 17  | 3  | 9 | 5  | 021:230 | −2    | 18     |
| 12. | FC Juárez          | 17  | 5  | 2 | 10 | 022:360 | −14   | 17     |
| 13. | Club Necaxa        | 17  | 3  | 6 | 8  | 020:260 | −6    | 15     |
| 14. | Mazatlán FC        | 17  | 2  | 8 | 7  | 010:190 | −9    | 14     |
| 15. | Club Puebla        | 17  | 4  | 2 | 11 | 017:310 | −14   | 14     |
| 16. | CF Pachuca         | 17  | 3  | 4 | 10 | 020:290 | −9    | 13     |
| 17. | Querétaro FC       | 17  | 3  | 3 | 11 | 013:310 | −18   | 12     |
| 18. | Santos Laguna      | 17  | 2  | 4 | 11 | 012:300 | −18   | 10     |

### Abschlusstabelle der Clausura 2025
| Pl. | Verein             | Sp. | S  | U | N  | Tore    | Diff. | Punkte |
| --- | ------------------ | --- | -- | - | -- | ------- | ----- | ------ |
| 1.  | Deportivo Toluca   | 17  | 11 | 4 | 2  | 041:220 | +19   | 37     |
| 2.  | Club América       | 17  | 10 | 4 | 3  | 034:100 | +24   | 34     |
| 3.  | Cruz Azul          | 17  | 9  | 6 | 2  | 026:160 | +10   | 33     |
| 4.  | UANL Tigres        | 17  | 10 | 3 | 4  | 024:140 | +10   | 33     |
| 5.  | Club Necaxa        | 17  | 10 | 1 | 6  | 036:290 | +7    | 31     |
| 6.  | Club León          | 17  | 9  | 3 | 5  | 024:210 | +3    | 30     |
| 7.  | CF Monterrey       | 17  | 8  | 4 | 5  | 032:230 | +9    | 28     |
| 8.  | CF Pachuca         | 17  | 8  | 4 | 5  | 029:230 | +6    | 28     |
| 9.  | FC Juárez          | 17  | 6  | 6 | 5  | 016:210 | −5    | 24     |
| 10. | UNAM Pumas         | 17  | 6  | 3 | 8  | 023:260 | −3    | 21     |
| 11. | Chivas Guadalajara | 17  | 5  | 6 | 6  | 018:210 | −3    | 21     |
| 12. | Querétaro FC       | 17  | 6  | 2 | 9  | 017:240 | −7    | 20     |
| 13. | Xolos de Tijuana   | 17  | 6  | 1 | 10 | 029:350 | −6    | 19     |
| 14. | Atlas Guadalajara  | 17  | 4  | 6 | 7  | 025:320 | −7    | 18     |
| 15. | Atlético San Luis  | 17  | 6  | 0 | 11 | 020:330 | −13   | 18     |
| 16. | Mazatlán FC        | 17  | 4  | 5 | 8  | 016:260 | −10   | 17     |
| 17. | Club Puebla        | 17  | 2  | 3 | 12 | 012:250 | −13   | 09     |
| 18. | Santos Laguna      | 17  | 2  | 1 | 14 | 015:360 | −21   | 07     |

### Kreuztabelle 2024/25
Die Kreuztabelle stellt die Ergebnisse aller Spiele dieser Saison dar. Der Name der Heimmannschaft ist in der linken Spalte, das Logo oder ein Kürzel der Gastmannschaft in der oberen Zeile aufgelistet.
| 2024/25       | AME | Atlas | Cruz Azul | Guadalajara | JUA | León | MAZ | Monterrey | Necaxa | Pachuca | PUE | Querétaro | ASL | Santos Laguna | TIJ | Toluca | UNL | UNAM |
| ------------- | --- | ----- | --------- | ----------- | --- | ---- | --- | --------- | ------ | ------- | --- | --------- | --- | ------------- | --- | ------ | --- | ---- |
| América       |     | 3:0   | 0:0       | 1:0         | 4:0 | 1:1  | 5:0 | 2:1       | 2:3    | 2:1     | 0:1 | 3:1       | 3:0 | 3:0           | 1:1 | 3:0    | 3:0 | 0:1  |
| Atlas         | 1:3 |       | 2:2       | 1:1         | 1:1 | 1:2  | 0:0 | 3:3       | 0:4    | 2:0     | 3:2 | 0:1       | 3:1 | 1:0           | 0:0 | 2:3    | 1:1 | 2:1  |
| Cruz Azul     | 4:1 | 1:1   |           | 1:0         | 4:0 | 2:1  | 1:0 | 1:1       | 3:0    | 2:1     | 1:1 | 1:0       | 3:0 | 2:0           | 3:0 | 1:1    | 1:1 | 3:2  |
| Guadalajara   | 0:0 | 2:3   | 0:1       |             | 5:0 | 2:0  | 2:0 | 1:1       | 3:2    | 2:1     | 1:0 | 1:1       | 0:1 | 1:0           | 2:1 | 0:0    | 1:1 | 0:0  |
| Juárez        | 1:2 | 2:2   | 1:0       | 1:1         |     | 2:3  | 1:0 | 2:1       | 2:2    | 2:2     | 2:0 | 0:2       | 2:4 | 1:0           | 1:1 | 0:4    | 0:1 | 1:2  |
| León          | 1:1 | 0:0   | 1:2       | 2:1         | 1:0 |      | 0:0 | 0:2       | 1:1    | 0:0     | 1:0 | 4:0       | 1:0 | 1:1           | 2:1 | 3:3    | 1:0 | 1:2  |
| Mazatlán      | 0:5 | 3:2   | 1:1       | 1:1         | 1:1 | 1:2  |     | 1:0       | 0:0    | 3:0     | 1:1 | 2:2       | 2:2 | 1:1           | 0:2 | 2:1    | 2:0 | 0:1  |
| Monterrey     | 1:0 | 4:0   | 0:4       | 3:1         | 3:2 | 2:1  | 0:0 |           | 1:0    | 2:3     | 1:1 | 2:1       | 3:1 | 4:2           | 1:2 | 1:2    | 4:2 | 0:0  |
| Necaxa        | 1:1 | 0:0   | 1:3       | 3:2         | 3:0 | 2:1  | 3:1 | 0:1       |        | 3;5     | 4:1 | 2:0       | 1:1 | 3:2           | 1:2 | 1:3    | 1:2 | 2:0  |
| Pachuca       | 1:0 | 0:0   | 2:4       | 0:2         | 0:1 | 1:2  | 1:1 | 0:1       | 6:2    |         | 2:1 | 1:1       | 2:0 | 2:1           | 4:1 | 2:2    | 0:0 | 2:1  |
| Puebla        | 1:2 | 1:2   | 1:2       | 1:0         | 2:3 | 2:2  | 0:1 | 1:2       | 0:1    | 2:3     |     | 2:1       | 1:2 | 1:0           | 2:0 | 0:3    | 0:0 | 1:3  |
| Querétaro     | 0:1 | 1:2   | 0:2       | 0:2         | 1:2 | 1:1  | 1:0 | 2:4       | 0:0    | 0:1     | 2:0 |           | 1:0 | 3:2           | 1:2 | 0:1    | 1:0 | 3:2  |
| San Luis      | 2:1 | 2:1   | 3:1       | 3:1         | 1:0 | 1:2  | 2:1 | 1:0       | 0:3    | 2:1     | 2:0 | 4:0       |     | 3:1           | 1:1 | 0:1    | 1:3 | 2:3  |
| Santos Laguna | 1:4 | 2:0   | 0:1       | 0:2         | 0:2 | 2:1  | 0:0 | 0:2       | 3:2    | 1:1     | 0:2 | 1:2       | 2:3 |               | 0:4 | 2:0    | 0:3 | 1:1  |
| Tijuana       | 2:2 | 3:4   | 2:3       | 4:2         | 1:2 | 2:1  | 1:0 | 2:2       | 1:2    | 2:1     | 2:1 | 2:1       | 2:1 | 3:1           |     | 2:4    | 0:3 | 4:2  |
| Toluca        | 4:0 | 4:1   | 2:2       | 2:1         | 3:2 | 2:2  | 3:0 | 1:1       | 5:2    | 3:2     | 5:0 | 5:0       | 2:1 | 2:1           | 4:0 |        | 1:0 | 1:1  |
| U.A.N.L.      | 1:0 | 2:1   | 2:1       | 1:1         | 0:1 | 2:2  | 2:1 | 2:1       | 1:0    | 2:1     | 1:0 | 1:0       | 1:0 | 3:0           | 4:0 | 2:1    |     | 2:1  |
| U.N.A.M.      | 0:2 | 0:0   | 0:2       | 0:1         | 0:0 | 4:1  | 1:0 | 1:3       | 2:1    | 2:0     | 1:0 | 2:0       | 3:0 | 2:0           | 1:0 | 1:1    | 1:3 |      |